# Paris Saint-Germain FC

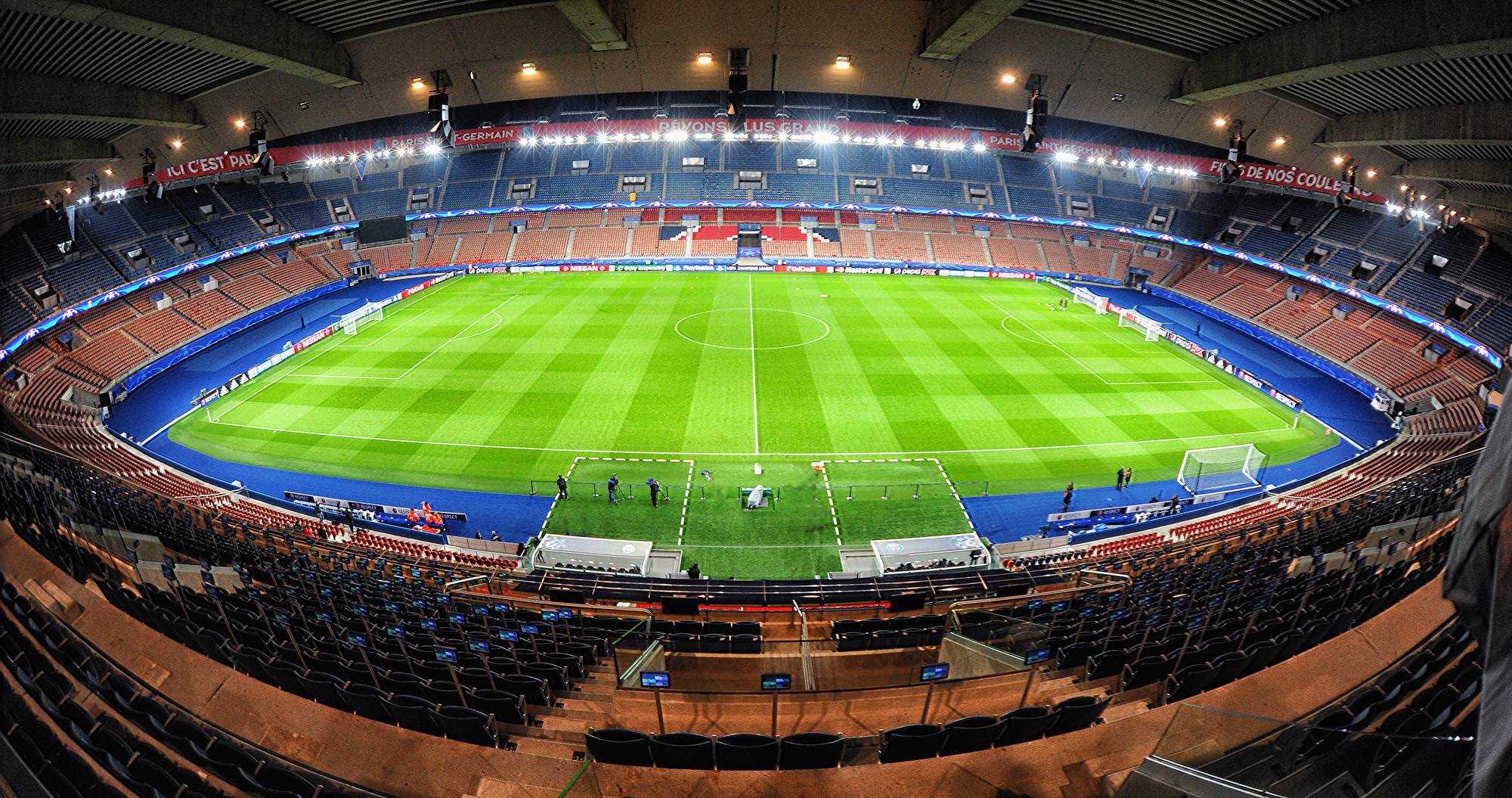
Parc des Princes.

Paris Saint-Germain F.C. (även kallat "PSG") är en professionell fotbollsklubb från Paris i Frankrike. Den 12 augusti 1970 gick klubbarna Stade Saint-Germain och Paris FC ihop och bildade klubben. PSG har vunnit den franska fotbollsligans högsta division Ligue 1 tretton gånger (1986, 1994, 2013, 2014, 2015, 2016, 2018, 2019, 2020, 2022, 2023, 2024, 2025), och Coupe de France elva gånger. Klubben vann sin första UEFA Champions League titel säsongen 2024/25 efter att ha slagit Inter med 5-0 i finalen den 31 maj 2025. 
PSG spelar sedan 1973 sina hemmamatcher på arenan Parc des Princes i Paris. Träningarna sker på anläggningen Camp des Loges i Saint-Germain-en-Laye. PSG är Frankrikes populäraste klubb. De har en lång historia med ärkerivalen och den näst största klubben i Frankrike Olympique de Marseille, mot vilka PSG spelar laddade matcher som kallas Le Classique.

## Historia

### Klubbhistorik fram till millennieskiftet
Paris Saint-Germain FC bildades genom en sammanslagning av klubbarna Paris FC och Stade Saint-Germain 12 augusti 1970. Klubben tilläts starta i andra divisionen (idag Ligue 2) under sin första säsong och vann serien vilket betydde uppflyttning till Division 1 (i dag Ligue 1). Säsongen 1971/1972 kom klubben på 16:e plats i högsta serien och året därpå splittrades klubben vilket medförde att Paris FC behöll platsen i högsta serien medan PSG fick amatörstatus och flyttades ner till tredje divisionen. PSG lyckades sedermera klättra tillbaka upp och säkra nytt spel i Division 1 efter en avgörande 4–2-seger mot Valenciennes den 4 juni 1974. Sedan dess har PSG alltid spelat i högsta divisionen.
I början av 1980-talet etablerade sig laget i toppen av Division 1 och 1982 vann klubben Coupe de France efter straffläggning i finalen mot Saint-Etienne (2–2 vid full tid). Klubben försvarade titeln året därpå med en vinst i finalen mot nyblivna ligamästarna Nantes. Säsongen 1985/1986 vann klubben för första gången Ligue 1 och blev franska mästare under tränaren Gérard Houllier. PSG satte även ett ligarekord med 26 raka matcher utan förlust.
Det var i början av 1990-talet som PSG blev storklubb på riktigt, bland annat tack vare ett ägaravtal med tv-bolaget Canal+. Under tränaren Artur Jorge vann PSG Coupe de France 1993, kom tvåa i ligan och lyckades ta sig till semifinal i Uefacupen efter att bland annat ha slagit ut Real Madrid. Säsongen 1993/1994 satte klubben återigen nytt ligarekord med 27 matcher utan förlust, när klubben bärgade klubbens andra ligatitel. Laget hade då spelare som George Weah, Raí, Valdo och David Ginola.
Framgångarna fortsatte med en historisk trippel 1995 när klubben vann Coupe de France, Coupe de la Ligue (ligacupen) och Trophée des Champions (en match mellan cup- och ligamästarna). PSG lyckades även ta sig till semifinal i Champions League efter att bland annat ha slagit ut FC Barcelona. De två efterföljande åren gav större kontinentala framgångar då klubben spelade två raka finaler i Cupvinnarcupen varav den första vanns mot Rapid Wien med 1–0. 1997/1998 lyckades klubben återigen vinna en trippel; lagkapten Raí ledde PSG till seger i Coupe de France, Coupe de la Ligue och så småningom Trophée des Champions. De efterföljande åren sågs PSG gå igenom en mer turbulent period med mindre framgångsrika liga- och Europacupresultat, följt av byten i tränarstab och på ordförandeposten.

### Klubbhistoriken efter millennieskiftet
Efter en nysatsning och återuppbyggnad av laget, där bland annat en ung Ronaldinho värvades från brasilianska Grêmio, lyckades laget segra i Intertotocupen 2001 och Coupe de France 2004 och 2006. Resultaten i ligan var dock inte lika framgångsrika, vilket ledde till att majoritetsägaren Canal+ valde att sälja PSG till investmentbolaget Colony Capital. Säsongen 2007/2008 hamnade klubben på 16:e plats i ligan och lyckades precis undvika degradering. I cupspelet lyckades klubben ändå inkasserade sin tredje titel i Coupe de la Ligue. Den åttonde och hittills senaste Coupe de France-titeln erövrade PSG 2010. I finalen besegrades AS Monaco med 1–0, efter ett nickmål av Guillaume Hoarau på övertid.

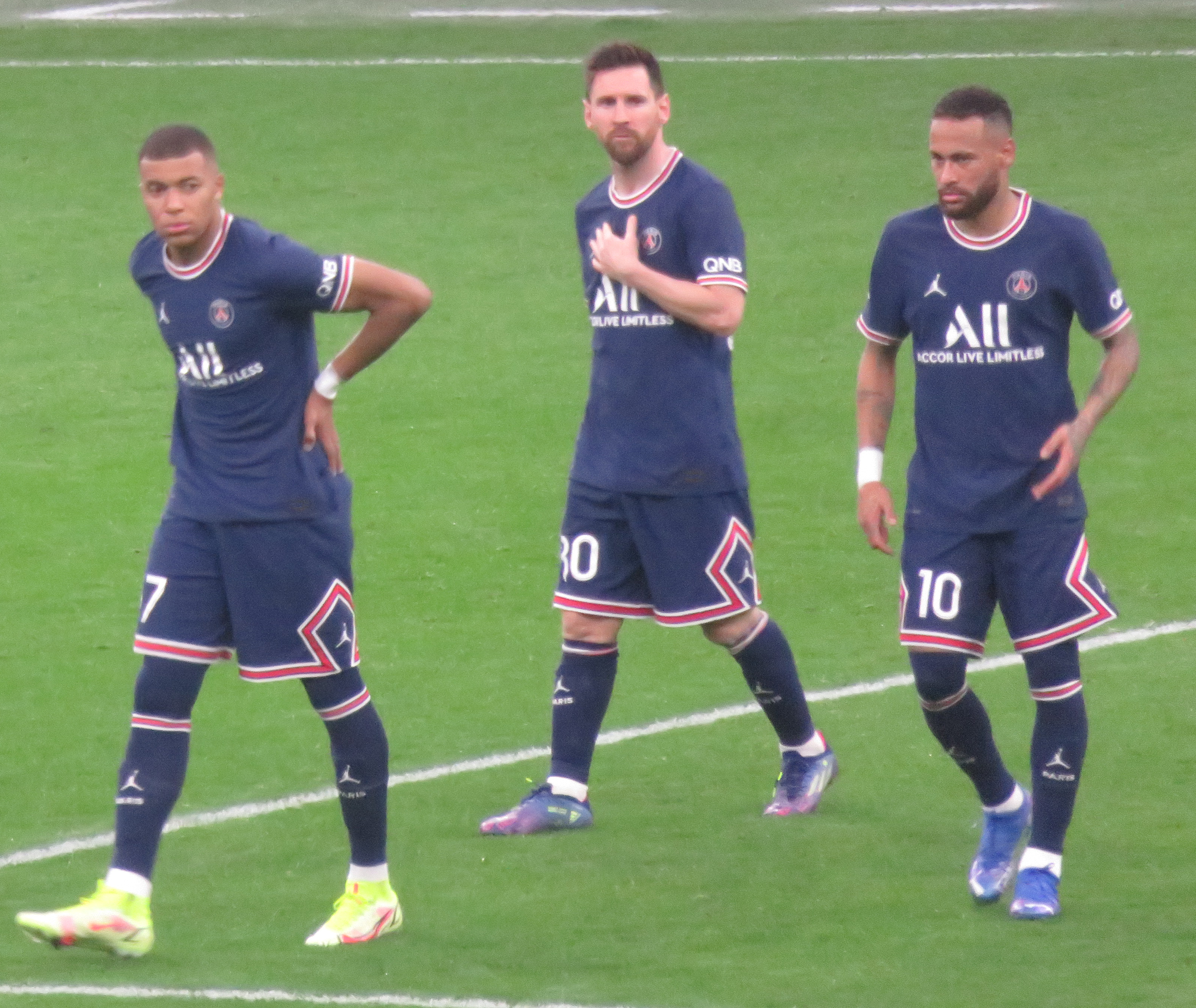

Den 31 maj 2011 köpte Qatar Sports Investments (QSI) 70 procent av klubben och lovade satsningar på 1,5 miljarder för spelarköp under de kommande tre åren. Klubbens första stora nyförvärv var på ledarsidan, i form av Leonardo som sportchef. Säsongen 2011/2012 kom PSG på en andra plats i Ligue 1, tre poäng bakom vinnande Montpellier.
Klubben storsatsade 2012 och köpte spelarna Lucas Moura, Javier Pastore, Thiago Silva, Zlatan Ibrahimović, Thiago Motta och Ezequiel Lavezzi. Tränare var Carlo Ancelotti, och i januari 2013 värvades David Beckham då PSG blev hans sista klubb i karriären. Säsongen slutade med ligaseger för första gången på 19 år, men i Coupe de France nådde laget som längst kvartsfinalen och så även i Champions League. Efter säsongen lämnade Ancelotti klubben, och efterträddes av Laurent Blanc. I mitten av året tillkännagav Leonardo sin avgång som sportchef efter att Franska fotbollsförbundet stängt av honom i 13 månader – efter en incident vid en ligamatch mot Valenciennes den 5 maj, då Leonardo efter slutsignalen knuffat domaren i spelargången.
Inför säsongen förstärkte PSG med tre spelare: Edinson Cavani från Napoli för 64 miljoner euro i en affär som blev den sjätte dyraste övergången någonsin, samt Marquinhos och Lucas Digne. I transferfönstret i januari 2014 värvade klubben Yohan Cabaye från Newcastle för 23 miljoner euro. Till följd av Leonardos avstängning tvingades PSG starta ligaspelet med förutsättningen att fråntas tre poäng om någon i klubben under säsongen begick en liknande överträdelse. Klubben skulle ändå till slut vinna en ny ligatitel, och sin fjärde ligacuptitel, men nådde endast sextondelsfinal i Coupe de France. Efter kvartsfinalförlust i Champions League förlängdes tränaren Laurent Blancs kontrakt efter längre diskussion, och fick leda laget även säsongen 2014/2015. Emery avgick från klubben inför 2018/19 och tog över gjorde tysken Thomas Tuchel som tidigare varit ansvarig i Dortmund.

## Spelare

### Truppen
| 1  | Italien   | Gianluigi Donnarumma | 25 februari 1999 | Milan (-21)     |
| 30 | Frankrike | Lucas Chevalier      | 6 november 2001  | Lille (-25)     |
| 89 | Italien   | Renato Marin         | 10 juli 2006     | Roma (-25)      |
| 39 | Ryssland  | Matvej Safonov       | 25 februari 1999 | Krasnodar (-24) |
| 80 | Spanien   | Arnau Tenas          | 30 maj 2001      | Barcelona (-23) |

| 2  | Marocko   | Achraf Hakimi    | 4 november 1998  | Inter (-21)               |
| 3  | Frankrike | Presnel Kimpembe | 13 augusti 1995  | Paris Saint-Germain FC    |
| 5  | Brasilien | Marquinhos       | 14 maj 1994      | Roma (-13)                |
| 4  | Brasilien | Lucas Beraldo    | 24 november 2003 | Sao Paulo (-24)           |
| 25 | Portugal  | Nuno Mendes      | 19 juni 2002     | Sporting Lissabon (-21)   |
| 6  | Ukraina   | Illja Zabarnyj   | 1 september 2002 | Bournemouth (-25)         |
| 21 | Frankrike | Lucas Hernández  | 14 februari 1996 | Bayern (-23)              |
| 26 | Frankrike | Nordi Mukiele    | 1 november 1997  | Leipzig (-22)             |
| 43 | Frankrike | Noham Kamara     | 22 januari 2007  | Paris Saint-Germain FC    |
| 51 | Ecuador   | Willian Pacho    | 16 oktober 2001  | Eintracht Frankfurt (-24) |

| 87 | Portugal  | Joao Neves         | 27 september 2004 | Benfica (-24)          |
| 33 | Frankrike | Warren Zaïre-Emery | 8 mars 2006       | Paris Saint-Germain FC |
| 17 | Portugal  | Vitinha            | 13 februari 2000  | Porto (-22)            |
| 8  | Spanien   | Fabián Ruiz        | 3 april 1996      | Napoli (-22)           |
| 28 | Spanien   | Carlos Soler       | 2 januari 1997    | Valencia (-22)         |
| 11 | Spanien   | Marco Asensio      | 21 januari 1996   | Real Madrid (-23)      |
| 18 | Portugal  | Renato Sanches     | 18 augusti 1997   | Roma (-24)             |
| 18 | Portugal  | Renato Sanches     | 18 augusti 1997   | Roma (-24)             |

| 9  | Portugal  | Gonçalo Ramos        | 20 juni 2001     | Benfica (-23)          |
| 23 | Frankrike | Randal Kolo Muani    | 5 december 1998  | Frankfurt (-23)        |
| 10 | Frankrike | Ousmane Dembélé      | 15 maj 1997      | Barcelona (-23)        |
| 29 | Frankrike | Bradley Barcola      | 2 september 2002 | Lyon (-23)             |
| 7  | Georgien  | Khvicha Kvaratskhela | 12 februari 2001 | Napoli (-25)           |
| 14 | Frankrike | Désiré Doué          | 3 juni 2005      | Rennes (-24)           |
| 19 | Sydkorea  | Kang-in Lee          | 19 februari 2001 | Mallorca (-23)         |
|    | Marocko   | Ilyes Housni         | 14 maj 2005      | Paris Saint-Germain FC |
| 44 | Frankrike | Ayman Kari           | 19 november 2004 | Paris Saint-Germain FC |
| 49 | Frankrike | Ibrahim Mbaye        | 24 januari 2008  | Paris Saint-Germain FC |

### Utlånade spelare
| Nr | Land      | Pos | Namn                                                 |
| -- | --------- | --- | ---------------------------------------------------- |
|    | Brasilien | MF  | Gabriel Moscardo (i Braga till 30 juni 2026)         |
|    | Frankrike | F   | Yoram Zague (i FC Köpenhamn till 30 juni 2026)       |
|    | Haiti     | F   | Naoufel El Hannach (i Montpellier till 30 juni 2026) |
|    |           |     |                                                      |

| Nr | Land | Pos | Namn |
| -- | ---- | --- | ---- |
|    |      |     |      |
|    |      |     |      |
|    |      |     |      |
|    |      |     |      |

### Berömda spelare
Se även Kategori:Spelare i Paris Saint-Germain FC.

Albanien
- Lorik Cana

Argentina
- Osvaldo Ardiles
- Carlos Bianchi
- Marcelo Gallardo
- Gabriel Heinze
- Ezequiel Lavezzi
- Ángel Di María
- Javier Pastore
- Mauricio Pochettino
- Juan Pablo Sorín
- Lionel Messi
- Leandro Paredes

Benin
- Stéphane Sessègnon

Bosnien och Hercegovina
- Vedad Ibišević
- Safet Sušić

Brasilien
- Alex
- Dani Alves
- Ricardo Gomes
- Leonardo
- David Luiz
- Marquinhos
- Maxwell
- Lucas Moura
- Nenê
- Neymar
- Raí
- Ronaldinho
- Thiago Silva
- Valdo
- Vampeta

Colombia
- Mario Yepes

Elfenbenskusten
- Serge Aurier
- Sol Bamba
- Bonaventure Kalou
- Siaka Tiéné

England
- David Beckham
- Ray Wilkins

Frankrike
- Nicolas Anelka
- Sylvain Armand
- Joël Bats
- Hatem Ben Arfa
- Yohan Cabaye
- Grégory Coupet
- Stéphan Dalmat
- Jean Djorkaeff
- Youri Djorkaeff
- Raymond Domenech
- Luis Fernández
- Kévin Gameiro
- David Ginola
- Ludovic Giuly
- Paul Le Guen
- Layvin Kurzawa
- Bernard Lama
- Kylian Mbappé
- Claude Makélélé
- Blaise Matuidi
- Jérémy Ménez
- Bruno N'Gotty
- Jean-Marc Pilorget
- Adrien Rabiot
- Laurent Robert
- Alain Roche
- Dominique Rocheteau
- Lucas Hernández
- Presnel Kimpembe

Italien
- Thiago Motta
- Marco Simone
- Salvatore Sirigu
- Marco Verratti
- Gianluigi Donnarumma

Jugoslavien
- Zlatko Vujović

Kamerun
- Modeste M'bami
- Patrick M'Boma

Liberia
- George Weah

Mali
- Mohamed Sissoko

Marocko
- Talal El Karkouri
- Achraf Hakimi

Nederländerna
- Gregory van der Wiel

Nigeria
- Bartholomew Ogbeche
- Jay-Jay Okocha

Panama
- Julio Dely Valdés

Polen
- Grzegorz Krychowiak

Portugal
- Hélder
- Pauleta

Ryssland
- Sergej Semak

Senegal
- Habib Beye
- Aliou Cissé

Serbien
- Mateja Kežman
- Marko Pantelić

Slovakien
- Milan Škriniar

Spanien
- Mikel Arteta
- Jesé Rodriguez
- Marco Asensio

Sverige
- Zlatan Ibrahimović

Sydkorea
- Kang-in Lee

Tjeckien
- David Rozehnal

Tyskland
- Julian Draxler
- Kevin Trapp
- Christian Wörns

Uruguay
- Edinson Cavani
- Diego Lugano
- Cristian Rodríguez

## Meriter

### Nationella
- Ligue 1: 13
  - 1985/86, 1993/94, 2012/13, 2013/14, 2014/15, 2015/16, 2017/18, 2018/19, 2019/20, 2021/22, 2022/23, 2023/24, 2024/25
- Ligue 2: 1
  - 1970/71
- Coupe de France: 12 (Rekord)
  - 1981/82, 1982/83, 1992/93, 1994/95, 1997/98, 2003/04, 2005/06, 2009/10, 2014/15, 2015/16, 2016/17, 2017/18
- Coupe de la Ligue: 8 (Rekord)
  - 1994/95, 1997/98, 2007/08, 2013/14, 2014/15, 2015/16, 2016/17, 2017/18
- Trophée des Champions: 9 (Rekord)
  - 1994/95, 1997/98, 2012/13, 2013/14, 2014/15, 2015/16, 2016/17, 2017/18, 2018/19

### Internationella
- Cupvinnarcupen: 1
  - 1995/96
- Intertotocupen: 1
- UEFA Champions League: 1
  - 2025

## Ledning

### Tränare
| Position                     | Namn                                           |
| ---------------------------- | ---------------------------------------------- |
| Huvudtränare                 | Luis Enrique                                   |
| Assisterande tränare         | Miguel D'Agostino Jesús Pérez                  |
| Målvaktstränare              | Toni Jiménez Gianluca Spinelli                 |
| Assisterande målvaktstränare | Jean-Luc Aubert                                |
| Fystränare                   | Sebastiano Pochettino Grippaldi Nicolas Mayer  |
| Videoanalytiker              | Antoine Guillotin Vincent Brunet Clément Gonin |

### Medicinskt
| Position            | Namn |
| ------------------- | --- |
| Läkare              | Christophe Baudot                                                                                       |
| Prestationsansvarig | Gian Nicola Bisciotti Cristiano Eirale                                                                  |
| Idrottsforskare     | Denis Lefebve Ricardo Rosa Ben Michael Simpson Maxime Coulerot Cristoforo Filetti                       |
| Fysioterapeuter     | Frédéric Mankowski Diego Mantovani Cyril Praud Gaël Pasquer Joffrey Martin Rafael Martini Angelo Castro |
| Nutritionist        | Marina Fabre                                                                                            |
| Podolog             | Gaëlle Scalia                                                                                           |

### Styrelse
| Position                   | Namn                        |
| -------------------------- | --------------------------- |
| Ägare                      | Tamim bin Hamad Al Thani    |
| Aktieägare                 | Qatar Sports Investments    |
| Ordförande                 | Nasser Al-Khelaïfi          |
| General Manager            | Jean-Claude Blanc           |
| Sportchef                  | Luís Campos                 |
| Assisterande sportchef     | Angelo Castellazzi          |
| Administration och ekonomi | Philippe Boindrieux         |
| Kommersiella aktiviteter   | Frédéric Longuépée          |
| Ordförande PSG Association | Benoît Rousseau             |
| Biljetter                  | Nicolas Arndt               |
| Säkerhet                   | Jean-Philippe d'Hallivillée |
| Marknad                    | Michel Mimran               |
| Internationella relationer | Guillaume Le Roy            |
| PR                         | Katia Krzekowiak            |
| Presschef                  | Yann Guérin                 |
| Akademichef                | Bertrand Reuzeau            |

## Tränarhistoria
| - Pierre Phelipon (1970–1972) - Robert Vicot (1972–1975) - Just Fontaine (1973–1976) - Velibor Vasović (1976–1977, 1978–1979) - Jean-Michel Larqué (1977–1978) - Pierre Alonzo (1977, 1978, 1979–1980) - Georges Peyroche (1979–1983, 1984–1985) - Lucien Leduc (1983–1984) - Christian Coste (1985) - Gérard Houllier (1985–1987, 1988) - Erick Mombaerts (1987–1988) - Tomislav Ivić (1988–1990) - Henri Michel (1990–1991) - Artur Jorge (1991–1994, 1998–1999) | - Luis Fernández (1994–1996, 2000–2003) - Ricardo Gomes (1996–1998) - Alain Giresse (1998) - Philippe Bergeroo (1999–2000) - Vahid Halilhodžić (2003–2005) - Laurent Fournier (2005) - Guy Lacombe (2005–2007) - Paul Le Guen (2007–2009) - Antoine Kombouaré (2009–2011) - Carlo Ancelotti (2011–2013) - Laurent Blanc (2013–2016) - Unai Emery (2016–2018) - Thomas Tuchel (2018–2020) - Mauricio Pochettino (2021–2022) - Christophe Galtier (2022–2023) - Luis Enrique (2023–) |